# Monument à Charles Mathieu
Le monument à Charles Mathieu est une statue de bronze sur un socle de pierre installée devant l'église de Lourches, dans le bassin minier du Nord-Pas-de-Calais en France. Il rend hommage à Charles Mathieu, directeur de la Compagnie des mines de Douchy. Après avoir été restauré en 2006, il a été inscrit au titre des monuments historiques le 9 octobre 2009 et fait partie des 353 éléments répartis sur 109 sites qui ont été inscrits le 30 juin 2012 sur la liste patrimoine mondial de l'Unesco, il y constitue le site no 20.

## Historique

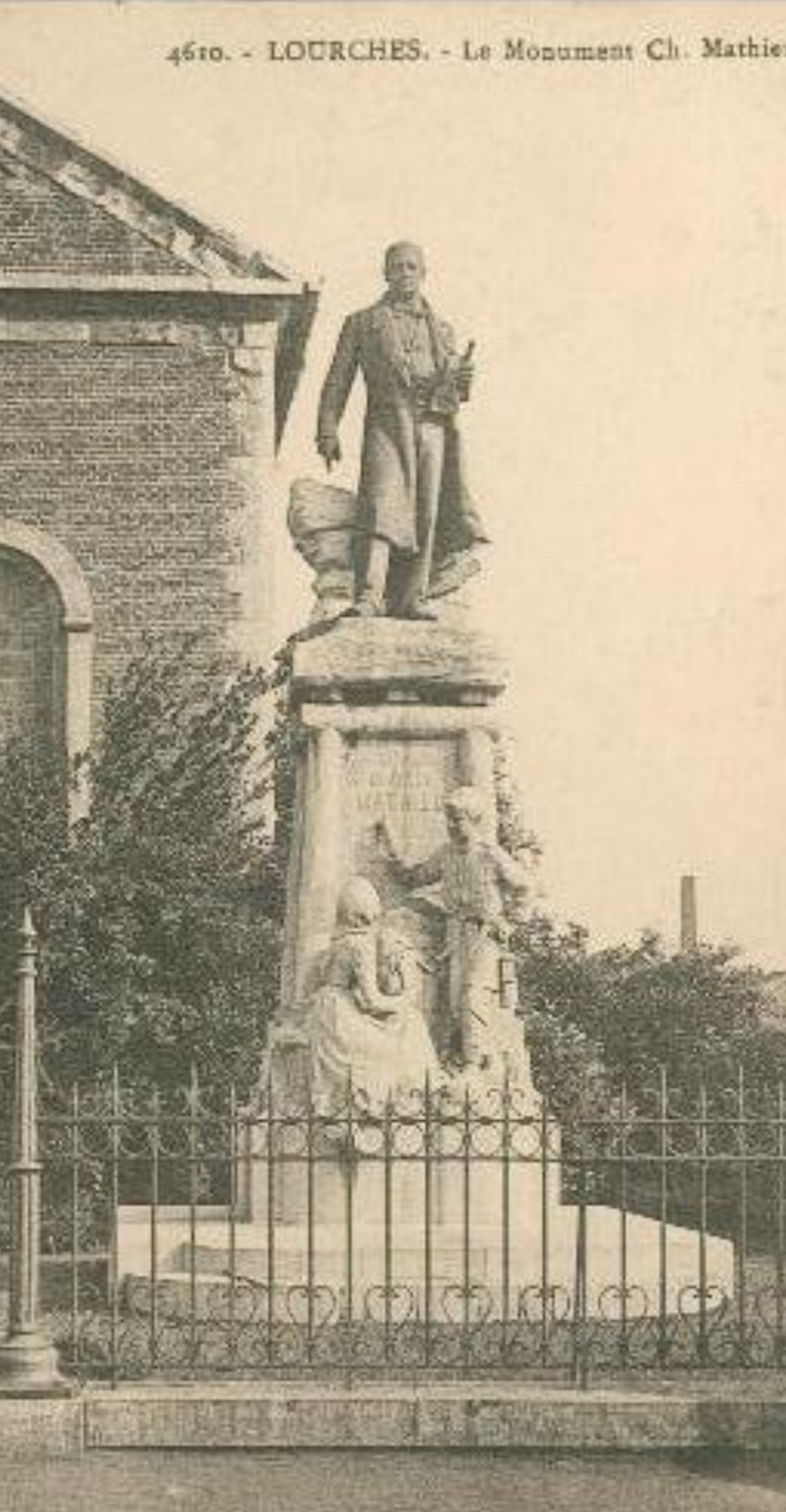
Le monument au début du XXe siècle.

Une société de recherches, qui deviendra plus tard la Compagnie des mines de Douchy, est fondée en 1829 par la Compagnie Dumas et découvre la houille. Trois ans plus tard, l'ingénieur Charles Mathieu, descendant du premier directeur de ce qui est devenu la Compagnie des mines d'Anzin, est débauché dans le but de foncer les premiers puits, dont la fosse Saint-Mathieu (ou no 1). Son habitation, qui est devenue la mairie, est bâtie en 1845, et la population de Lourches passe de 155 habitants en 1804 à 5 834 en 1846.
Devant cette réussite, la Compagnie des mines de Douchy décide d'édifier un monument à l'honneur de son directeur en 1900. Un concours est lancé. C'est le projet de Corneille-Henri Theunissen qui est retenu, et ce dernier demande à Constant Moyaux, architecte, de participer avec lui. La commune se voit offrir le monument en 1901, et le jardin prévu est réalisé peu de temps après et entouré de grilles de métal. Le monument est inauguré le 22 septembre 1901 et la commune l'accepte par délibération du 7 novembre. Ces grilles ont par la suite disparu, et le monument a été restauré en 2006.
Le monument en totalité fait l’objet d’une inscription au titre des monuments historiques depuis le 9 octobre 2009, il a fait partie d'une demande concernant soixante-neuf sites du bassin minier. Il fait également partie des 353 éléments répartis sur 109 sites qui ont été inscrits le 30 juin 2012 sur la liste patrimoine mondial de l'Unesco. Il constitue le site no 20.

## Description
Le Monument à Charles Mathieu se compose d'un socle en pierre, doté de deux sculptures de mineurs, et est surmonté de la statue en bronze représentant Charles Mathieu. La symbolique de la mine est largement présente sur les quatre faces du socle.

Détails
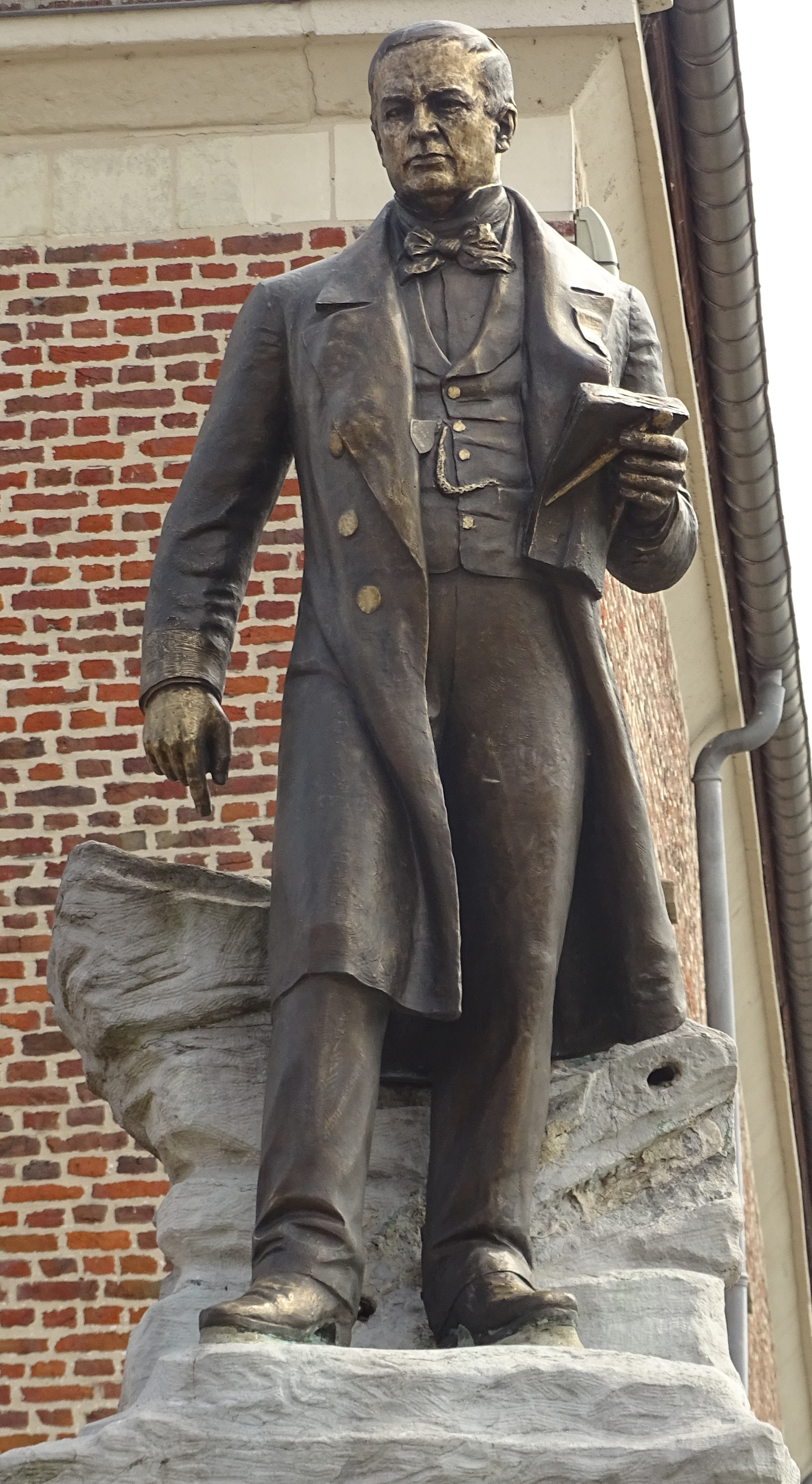
La statue en bronze de Charles Mathieu.
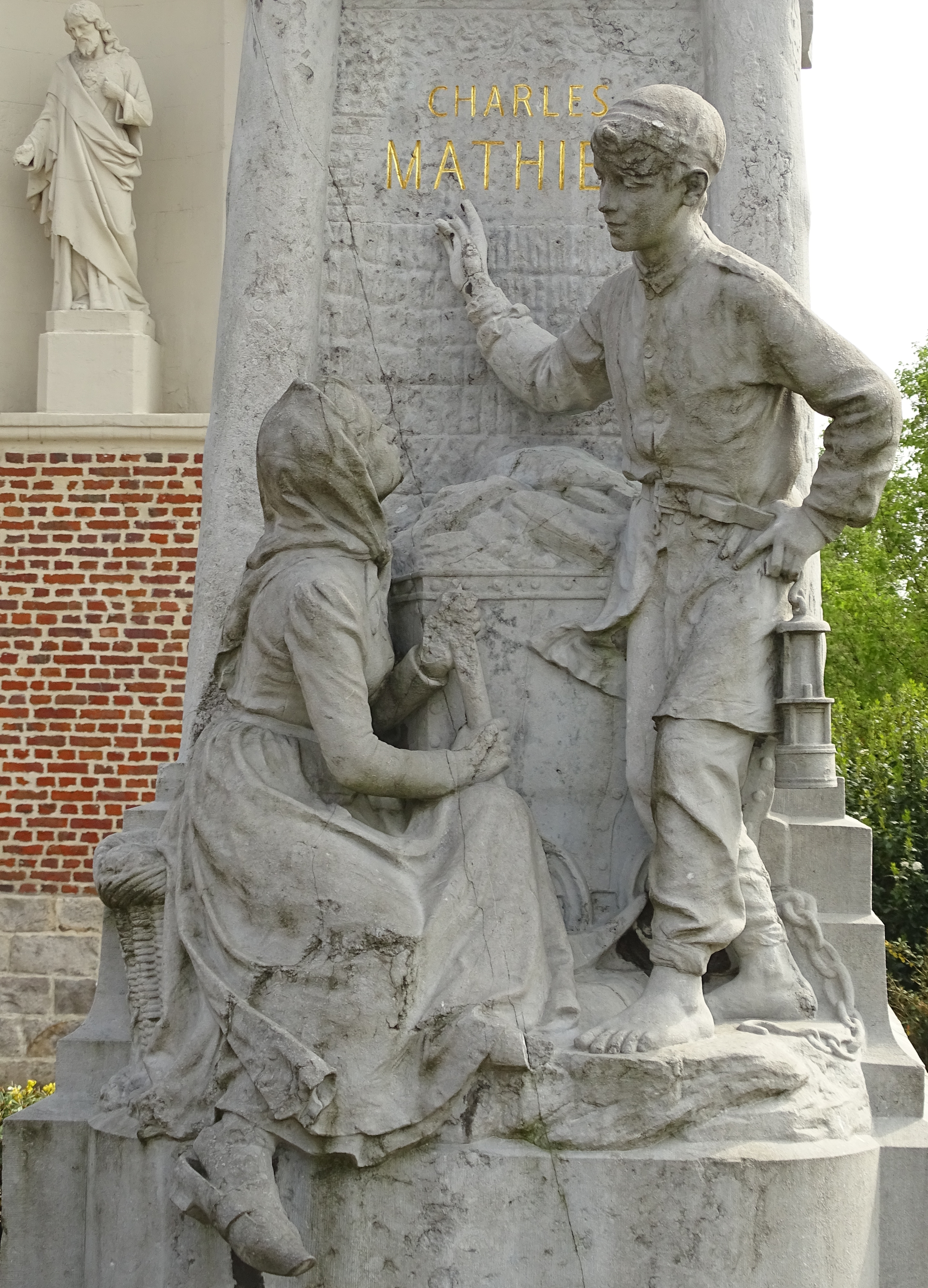
La face nord, représentant deux jeunes mineurs.
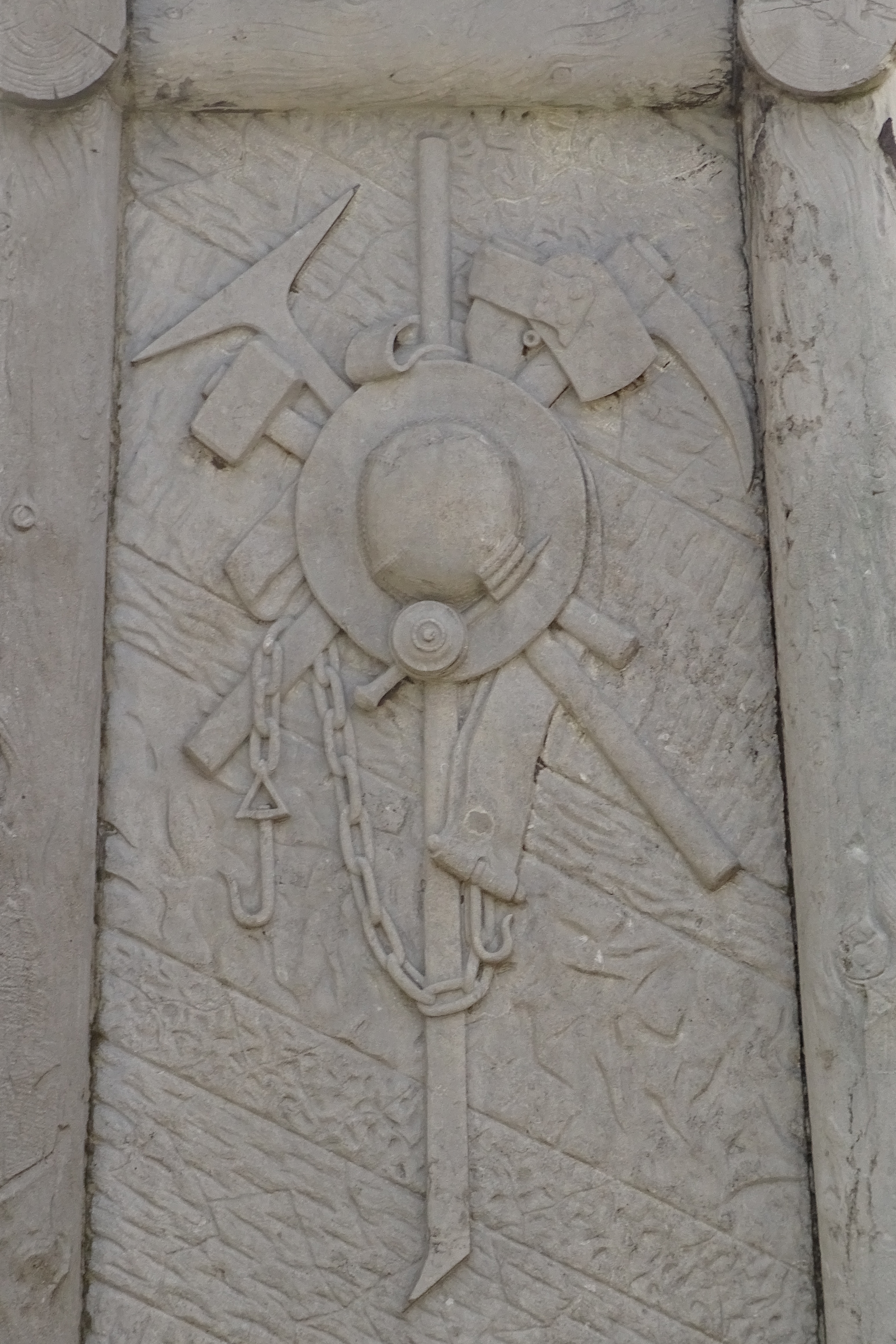
La face est, représentant les outils du mineur.
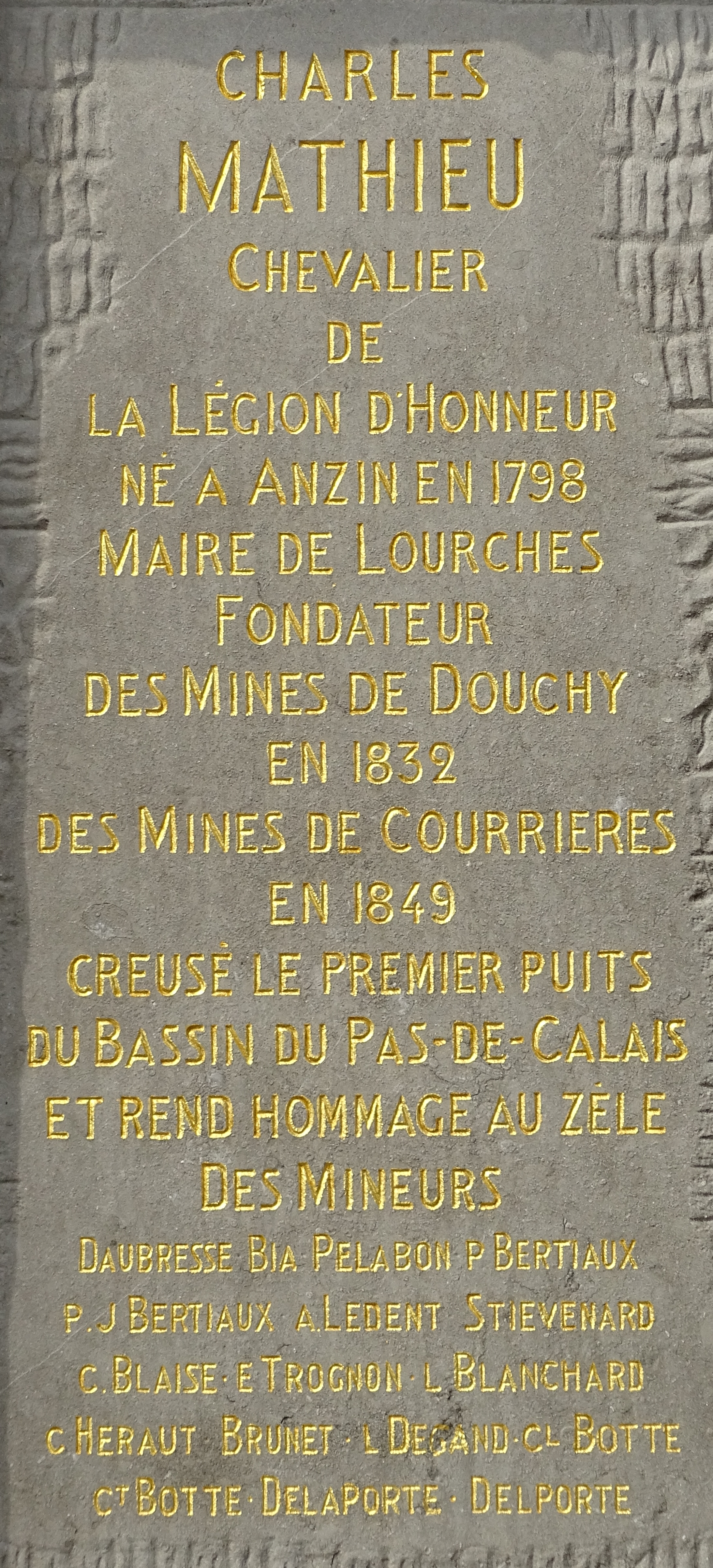
La face sud, remerciant Charles Mathieu et dix-sept mineurs.
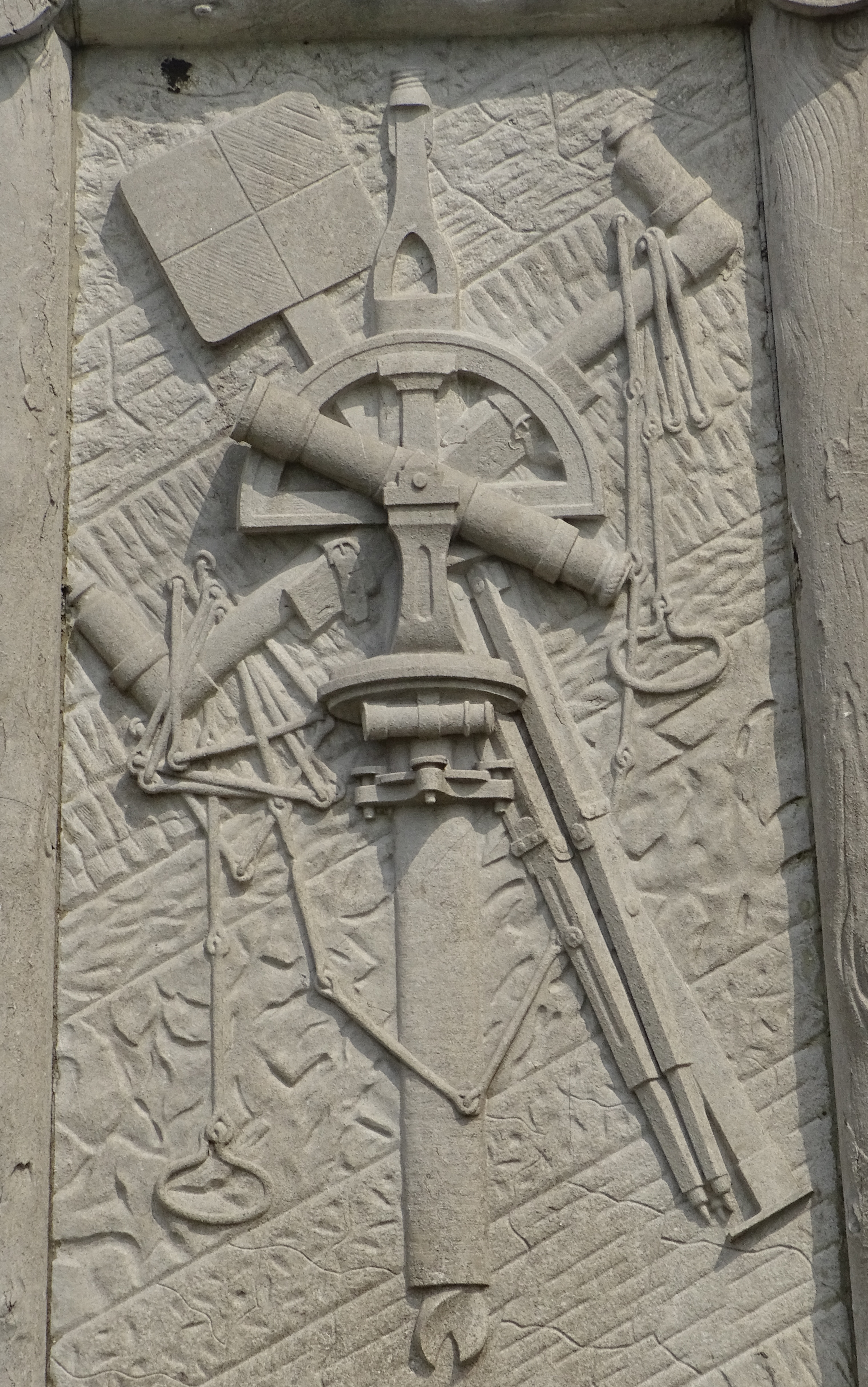
La face ouest, représentant les instruments de mesure du géomètre.

Sur la face sud du monument est inscrit : 

« Charles Mathieu. Chevalier de la Légion d'Honneur, né à Anzin en 1798, maire de Lourches, fondateur des mines de Douchy en 1832, des mines de Courrières en 1849, creusé le premier puits du bassin du Pas-de-Calais et rend hommage au zèle des mineurs Daubresse, Bia, Pelabon, Bertiaux, P.j. Bertiaux, A. Ledent, Stievenard, C. Blaise, E. Trognon, L. Blanchard, C. Héraut, Brunet, L. Degand, Cl. Botte, Ct. Botte, Delaporte, Delporte. »

Ces dix-sept mineurs qui ont accompagné Charles Mathieu sont directement mis à l'honneur sur le monument.